# عنکبوت‌های بی‌شش نارنجی

## (عنکبوت‌های بی‌شُش نارنجی)نامی است که به خانواده ای از عنکبوت ها به نام (Caponiidae) اطلاق میشود. این خانواده شامل حدود یازده سرده و بیش از هفتاده گونه مختلف است.ویژگی منحصربه فرد این عنکبوت ها داشتن تنهاشش چشم است در حالی که اکثر عنکبوت ها هشت چشم دارد
ویکی‌پدیای انگلیسی.